# 유한체
체론에서 유한체(有限體, 영어: finite field) 또는 갈루아 체(영어: Galois field)는 유한개의 원소를 가지는 체이다.

## 정의
유한체는 유한 집합인 체이다.
유한체는 항상 양의 표수 {\displaystyle p}를 갖는다 ({\displaystyle p}는 소수). 표수가 {\displaystyle p}인 유한체의 크기는 항상 {\displaystyle p}의 거듭제곱이다. 즉, {\displaystyle p^{n}}의 꼴이다 ({\displaystyle n\in \mathbb {Z} ^{+}}). 크기가 {\displaystyle p^{n}}인 유한체는 {\displaystyle \mathbb {F} _{p^{n}}} 또는 {\displaystyle \operatorname {GF} (p^{n})}이라고 쓴다. 크기가 같은 유한체는 서로 동형이다.

## 구성
크기가 {\displaystyle p^{n}}인 유한체 {\displaystyle \mathbb {F} _{p^{n}}}은 구체적으로 다음과 같이 구성할 수 있다.
우선, {\displaystyle \mathbb {F} _{p}}는 덧셈에 대한 아벨 군으로서 단순히 순환군 {\displaystyle \mathbb {Z} /p}이다. 곱셈은 일반적인 정수의 곱셈의 p-합동류이다.
{\displaystyle \mathbb {F} _{p^{n}}}은 다음과 같이 정의할 수 있다. {\displaystyle f(t)\in \mathbb {F} _{p}[t]}가 {\displaystyle \mathbb {F} _{p}} 계수를 가진 n차 기약 일계수 다항식이라고 하자. 그렇다면 가환환으로서
{\displaystyle \mathbb {F} _{p^{n}}\cong \mathbb {F} _{p}[t]/(f(t))}
이다. 여기서 {\displaystyle (f(t))}는 {\displaystyle f(t)}로부터 생성되는 아이디얼이다. 서로 다른 기약 일계수 다항식을 사용하더라도 얻는 유한체는 서로 동형이다.
{\displaystyle \mathbb {F} _{p^{n}}}은 다항식 {\displaystyle x^{p^{n}}-x\in \mathbb {F} _{p}[x]}의 {\displaystyle \mathbb {F} _{p}}에 대한 분해체와 동형이다. {\displaystyle x^{p^{n}}-x}는 {\displaystyle p^{n}}개의 서로 다른 근을 가지므로, {\displaystyle \mathbb {F} _{p^{n}}}은 {\displaystyle x^{p^{n}}-x}의 근들의 집합과 같다.

## 성질
유한체는 순서체가 될 수 없다. {\displaystyle \mathbb {F} _{p^{n}}}에서는
{\displaystyle \overbrace {1+1+\dots 1} ^{p}=0}
이므로, 순서체가 만족해야 하는 부등식
{\displaystyle 0<1<1+1<\cdots }
을 만족시킬 수 없다.

### 프로베니우스 자기 동형 사상
유한체 {\displaystyle \mathbb {F} _{p^{n}}}은 다음과 같은 꼴의 {\displaystyle n}개의 자기 동형 사상 {\displaystyle f_{k}\colon \mathbb {F} _{p^{n}}\to \mathbb {F} _{p^{n}}}을 가진다. 이를 프로베니우스 자기 동형 사상이라고 한다.
이는 페르디난트 게오르크 프로베니우스의 이름을 딴 것이다.
{\displaystyle f_{k}\colon x\mapsto x^{p^{k}}}
{\displaystyle k=0,1,2,\dots ,n-1}
물론 {\displaystyle f_{n}=f_{0}}이 된다.
따라서, 유한체 {\displaystyle \mathbb {F} _{p^{n}}}의 자기동형군은 순환군 {\displaystyle \mathbb {Z} /n}이다.

### 포함 관계
만약 {\displaystyle m\mid n}이라면, 자연스러운 포함 관계
{\displaystyle \mathbb {F} _{p^{m}}\hookrightarrow \mathbb {F} _{p^{n}}}
가 존재한다. 이에 따라 표수 p의 모든 유한체들에 대한 귀납적 극한을 취할 수 있다.
{\displaystyle \varinjlim _{n}\mathbb {F} _{p^{n}}={\bar {\mathbb {F} }}_{p}}
이렇게 얻은 체 {\displaystyle {\bar {\mathbb {F} }}_{p}}는 임의의 n에 대하여 {\displaystyle \mathbb {F} _{p^{n}}}의 대수적 폐포이다.
{\displaystyle {\bar {\mathbb {F} }}_{p}={\bar {\mathbb {F} }}_{p^{n}}}
이러한 포함 관계는 프로베니우스 자기 동형 사상과 교환한다. 따라서 {\displaystyle {\bar {\mathbb {F} }}_{p}}에도 프로베니우스 자기 동형 사상이 존재한다. 이 경우 자기동형군은 정수의 환 {\displaystyle \mathbb {Z} }의 사유한 완비
{\displaystyle \operatorname {Aut} ({\bar {\mathbb {F} }}_{p})={\hat {\mathbb {Z} }}=\varinjlim _{n}\mathbb {Z} /n}
이다. 이는 자연스럽게 사유한군의 구조를 가진다.

### 덧셈군과 곱셈군
유한체의 가역원군 {\displaystyle \mathbb {F} _{p^{n}}^{\times }=\mathbb {F} _{p^{n}}\setminus \{0\}}은 항상 순환군이다.
{\displaystyle \mathbb {F} _{p^{n}}^{\times }\cong \operatorname {Cyc} (p^{n}-1)}
유한체 {\displaystyle \mathbb {F} _{p^{n}}}의 덧셈군은 소수 크기의 순환군들의 직합이다.
{\displaystyle (\mathbb {F} _{p^{n}},+)\cong \operatorname {Cyc} (p)^{\oplus n}}

## 예
비교적 작은 유한체의 구조는 다음과 같다.

### 𝔽2
| + | 0 | 1 |
| - | - | - |
| 0 | 0 | 1 |
| 1 | 1 | 0 |

| × | 0 | 1 |
| - | - | - |
| 0 | 0 | 0 |
| 1 | 0 | 1 |

### 𝔽3
| + | 0 | 1 | 2 |
| - | - | - | - |
| 0 | 0 | 1 | 2 |
| 1 | 1 | 2 | 0 |
| 2 | 2 | 0 | 1 |

| × | 0 | 1 | 2 |
| - | - | - | - |
| 0 | 0 | 0 | 0 |
| 1 | 0 | 1 | 2 |
| 2 | 0 | 2 | 1 |

### 𝔽4
이 경우 기약 일계수 다항식 {\displaystyle t^{2}+t+1\in \mathbb {F} _{2}[t]}를 사용하여 다음과 같이 정의할 수 있다.
{\displaystyle \mathbb {F} _{4}\cong \mathbb {F} _{2}[t]/(t^{2}+t+1)}
아래 표에서는 {\displaystyle A=t}, {\displaystyle B=t+1}로 표기한다.
| + | 0 | 1 | A | B |
| - | - | - | - | - |
| 0 | 0 | 1 | A | B |
| 1 | 1 | 0 | B | A |
| A | A | B | 0 | 1 |
| B | B | A | 1 | 0 |

| × | 0 | 1 | A | B |
| - | - | - | - | - |
| 0 | 0 | 0 | 0 | 0 |
| 1 | 0 | 1 | A | B |
| A | 0 | A | B | 1 |
| B | 0 | B | 1 | A |

## 같이 보기
- 유한환
- 유한군

## 참고 문헌
- 조성진 (2007). 《유한체 및 그 응용》. 교우사. ISBN 978-8981726935.
- Lidl, Rudolf; Harald Niederreiter (2008년 6월). 《Finite fields》. Encyclopedia of Mathematics and its Applications (영어) 20 2판. Cambridge University Press. ISBN 0-521-39231-4. Zbl 0866.11069.
- Menezes, A.J.; I. F. Blake, XuHong Gao, R. C. Mullin, S. A. Vanstone, T. Yaghoobian (1993). 《Applications of finite fields》. The Springer International Series in Engineering and Computer Science (영어) 199. doi:10.1007/978-1-4757-2226-0. ISBN 978-0-7923-9282-8. ISSN 0893-3405. Zbl 0779.11059.
- Mazur, Barry (1993). “On the passage from local to global in number theory”. 《Bulletin of the American Mathematical Society》 (영어) 29: 14-50. arXiv:math/9307231. doi:10.1090/S0273-0979-1993-00414-2.
- Koblitz, Neal (1982년 5월). “Why study equations over finite fields?”. 《Mathematics Magazine》 (영어) 55 (3): 144–149. doi:10.2307/2690080. ISSN 0025-570X. JSTOR 2690080. Zbl 0494.10001.